# Mulgara
Mulgara (Dasycercus) – rodzaj ssaków z podrodziny niełazów (Dasyurinae) w obrębie rodziny niełazowatych (Dasyuridae).

## Zasięg występowania
Rodzaj obejmuje gatunki występujące w Australii.

## Morfologia
Długość ciała samic 12–17 cm, długość ogona samic 6–11 cm, długość ciała samców 13–23 cm, długość ogona samców 7,5–12,5 cm; masa ciała samic 60–120 g, samców 75–185 g.

## Systematyka
Rodzaj zdefiniował w 1867 roku zoolog i paleontolog Johann Ludwig Gerard Krefft w artykule poświęconym klasyfikacji małych niełazowatych Australii, z opisami dwóch nowych rodzajów i jednego nowego gatunku, opublikowanym na łamach Proceedings of the Zoological Society of London, jednak nazwa – Chaetocercus – okazała się młodszym homonimem rodzaju ptaków, który opisał w 1855 roku angielski zoolog John Edward Gray; nową nazwę – Dasycercus – dla rodzaju torbaczy ukuł w 1875 roku niemiecki zoolog i botanik Wilhelm Peters. Jako gatunek typowy Krefft wyznaczył (oznaczenie monotypowe) mulgarę pręgoogonową (D. cristicauda).

### Etymologia
- Chaetocercus: gr. χαιτη khaitē ‘długie włosy, grzywa’; κερκος kerkos ‘ogon’[9].
- Dasycercus: gr. δασυς dasus ‘włochaty, kudłaty, gruby, gęsty’; κερκος kerkos ‘ogon’[10].
- Amperta: rodzima, australijska nazwa amperta dla mulgary pręgoogonowej[3]. Gatunek typowy (oryginalne oznaczenie): Chaetocercus cristicauda Krefft, 1867.

### Podział systematyczny
Do rodzaju należą następujące występujące współcześnie gatunki:
| Grafika | Gatunek                | Autor i rok opisu                 | Nazwa zwyczajowa       | Podgatunki | Rozmieszczenie geograficzne | Podstawowe wymiary (DC – długość ciała; DO – długość ogona; MC – masa ciała) | Status IUCN |
| ------- | ---------------------- | --------------------------------- | ---------------------- | ---------- | --- | ---------------------------------------------------------------------------- | ----------- |
|         | Dasycercus blythi      | (Waite, 1904)                     | mulgara kosmatoogonowa | monotypowy | środkowa Australia Zachodnia, południowe Terytorium Północne i izolowany obszar w północnej Australii Południowej i zachodnim Queensland | DC: 12–16,5 cm; DO: 6–10 cm; MC: 60–110 g                                    | LC          |
|         | Dasycercus cristicauda | (Krefft, 1867)                    | mulgara pręgoogonowa   | monotypowy | południowe Terytorium Północne, środkowo-północna Australia Południowa i południowo-zachodni Queensland                                  | DC: 12–23 cm; DO: 8–12,5 cm; MC: 65–185 g                                    | NT          |
|         | Dasycercus hillieri    | (O. Thomas, 1905)                 |                        | monotypowy | środkowo-wschodnia Australia Południowa                                                                                                  | DC: około 15 cm; DO: około 100 cm; MC: brak danych (holotyp)                 | NE          |
|         | Dasycercus archeri     | Newman-Martin & Travouillon, 2023 |                        | monotypowy | południowo-zachodnia Australia Południowa                                                                                                | brak danych                                                                  | NE          |
|         | Dasycercus marlowi     | Newman-Martin & Travouillon, 2023 |                        | monotypowy | południowe Terytorium Północne | brak danych                                                                  | NE          |
|         | Dasycercus woolleyae   | Newman-Martin & Travouillon, 2023 |                        | monotypowy | Australia Zachodnia i Terytorum Zachodnie                                                                                                | brak danych                                                                  | NE          |

Kategorie IUCN:  LC  – gatunek najmniejszej troski,  NT  – gatunek bliski zagrożenia;  NE  – gatunki niepoddane jeszcze ocenie.
Opisano również gatunek wymarły z pliocenu Australii:
- Dasycercus worboysi Dawson, Muirhead & Wroe, 1999